# Ardisia blatteri
Ardisia blatteri är en viveväxtart som beskrevs av James Sykes Gamble. Ardisia blatteri ingår i släktet Ardisia och familjen viveväxter. Inga underarter finns listade i Catalogue of Life.